# Mario Bolatti
Mario Ariel Bolatti (La Para, Córdoba, 17 de febrero de 1985) es un exfutbolista argentino jugaba de mediocampista.

## Trayectoria

### Belgrano
Bolatti comenzó su carrera jugando para el club Belgrano de Córdoba en la Primera B Nacional en 2003. Su debut en el equipo titular fue en agosto de ese año frente a Argentinos Juniors con Omar Labruna como entrenador. En 2006 logró el ascenso a la Primera División de Argentina, siendo uno de los jugadores más destacados de su equipo. En su primer campeonato en primera, el Apertura 2006, Bolatti fue una de los mejores del torneo y fue pretendido por Independiente y se habló también de un interés de la Juventus, aunque los dirigentes del club cordobés decidieron no transferirlo.

### Porto
En 2007, y luego de que Belgrano descendiera de la máxima categoría argentina, Bolatti fue transferido al Porto de Portugal. Con este club consiguió el primer título de su carrera, la Primera División de Portugal 2007/08.

### Huracán
En enero de 2009, al no ser tenido en cuenta para formar parte del plantel del Porto, Bolatti regresa al fútbol argentino, a vestir la camiseta de Club Atlético Huracán, a préstamo por seis meses, sin cargo y sin opción de compra.
En la primera fecha del Torneo Clausura 2009 ante San Martín de Tucumán, Bolatti marcó el único tanto del partido con un cabezazo que desvió la trayectoria del balón lanzado por su compañero Patricio Toranzo. Fue considerado uno de los mejores jugadores del torneo,[cita requerida] en el que su equipo finalizó en segunda posición.
En el Apertura 2009, si bien pudo mantener el nivel desplegado en el torneo anterior, su equipo no pudo repetir lo hecho en la primera parte de la temporada. Huracán finalizó con 12 derrotas y tan sólo 2 victorias en 19 partidos, quedando en el anteúltimo lugar.

### Fiorentina
El 1° de enero de 2010 venció su préstamo con el club de Parque Patricios, por lo que volvió a integrar la plantilla profesional del club Porto de Portugal. Al manifestar el director técnico de esa institución que Bolatti no sería tenido en cuenta, el jugador se incorporó al club Fiorentina de la Serie A italiana por €3,5 millones.

### Internacional
El 6 de febrero de 2011, Bolatti se sumó al SC Internacional de la Série A brasileña por €4,5 millones.

### Racing Club
Tras dos años en el club de Río Grande del Sur, Brasil, Bolatti fue transferido al Racing Club de la Primera División de Argentina, a préstamo por seis meses, con un cargo de U$S 100.000 y una elevada opción de compra. Además, la posibilidad de extender su préstamo seis meses más.

### Botafogo
Al finalizar su préstamo en Racing Club volvió al Internacional, tras no jugar ni un partido en esta segunda etapa en el Internacional su ficha fue comprada por el Botafogo. En su paso por el club carioca jugó 42 partidos, convirtiendo 4 goles, y su equipo descendió de categoría tras una irregular campaña.

### Belgrano
Después de quedar libre del Botafogo, con el pase en su poder, y sin recibir ninguna oferta del exterior, volvió al club del cual surgió y es hincha, Belgrano de Córdoba, a préstamo por 2 años. En julio de 2017 quedó en condición de libre, sin ser tenido en cuenta en Belgrano.

### Boca Unidos
El 21 de agosto de 2017 firmó con Boca Unidos de Corrientes.

## Selección nacional
Debutó con la Selección Argentina, y de titular, en un partido amistoso jugado en Moscú ante la Selección de Rusia el 12 de agosto de 2009 cuyo marcador sería 3-2 a favor de Argentina. 
El 14 de octubre de 2009, por las Eliminatorias Sudamericanas, Bolatti ingresó en el minuto 34 del segundo tiempo del partido ante Uruguay en el Estadio Centenario, en reemplazo de Gonzalo Higuaín. Cinco minutos después convirtió un gol, asegurando la clasificación de la Selección Argentina al Mundial de Sudáfrica 2010.
Formó parte del plantel que disputó la Copa del Mundo, en la que jugó ocho minutos ante Corea del Sur y la totalidad del partido ante Grecia por la primera fase. Su rendimiento fue valuado por 6,23 puntos según estadísticas de FIFA.

### Participaciones en Copas del Mundo
| Copa              | Sede      | Resultado        | Partidos | Goles |
| ----------------- | --------- | ---------------- | -------- | ----- |
| Copa Mundial 2010 | Sudáfrica | Cuartos de final | 2        | 0     |

## Estadísticas

### Clubes
| Club | Div.          | Temporada     | Liga  | Liga  | Liga estatal(1) | Liga estatal(1) | Copas nacionales(2) | Copas nacionales(2) | Copa de la Liga(3) | Copa de la Liga(3) | Torneos internacionales(4) | Torneos internacionales(4) | Total | Total |
| Club | Div.          | Temporada     | Part. | Goles | Part.           | Goles           | Part.               | Goles               | Part.              | Goles              | Part.                      | Goles                      | Part. | Goles |
| --- | ------------- | ------------- | ----- | ----- | --------------- | --------------- | ------------------- | ------------------- | ------------------ | ------------------ | -------------------------- | -------------------------- | ----- | ----- |
| C. A. Belgrano Argentina | 2.ª           | 2003-04       | 6     | 0     | —               | —               | —                   | —                   | —                  | —                  | —                          | —                          | 6     | 0     |
| C. A. Belgrano Argentina | 2.ª           | 2004-05       | 15    | 0     | —               | —               | —                   | —                   | —                  | —                  | —                          | —                          | 15    | 0     |
| C. A. Belgrano Argentina | 2.ª           | 2005-06       | 40    | 1     | —               | —               | —                   | —                   | —                  | —                  | —                          | —                          | 40    | 1     |
| C. A. Belgrano Argentina | 1.ª           | 2006-07       | 35    | 1     | —               | —               | —                   | —                   | —                  | —                  | —                          | —                          | 35    | 1     |
| F. C. Porto Portugal | 1.ª           | 2007-08       | 15    | 0     | —               | —               | 2                   | 0                   | 1                  | 0                  | 2                          | 0                          | 20    | 0     |
| F. C. Porto Portugal | 1.ª           | 2008-09       | 0     | 0     | —               | —               | 1                   | 0                   | 1                  | 0                  | —                          | —                          | 2     | 0     |
| F. C. Porto Portugal | Total club    | Total club    | 15    | 0     | —               | —               | 3                   | 0                   | 2                  | 0                  | 2                          | 0                          | 22    | 0     |
| C. A. Huracán Argentina | 1.ª           | 2008-09       | 19    | 5     | —               | —               | —                   | —                   | —                  | —                  | —                          | —                          | 19    | 5     |
| C. A. Huracán Argentina | 1.ª           | 2009-10       | 17    | 0     | —               | —               | —                   | —                   | —                  | —                  | —                          | —                          | 17    | 0     |
| C. A. Huracán Argentina | Total club    | Total club    | 36    | 5     | —               | —               | —                   | —                   | —                  | —                  | —                          | —                          | 36    | 5     |
| A. C. F. Fiorentina · Italia | 1.ª           | 2009-10       | 12    | 0     | —               | —               | 1                   | 0                   | —                  | —                  | 1                          | 0                          | 14    | 0     |
| A. C. F. Fiorentina · Italia | 1.ª           | 2010-11       | 10    | 0     | —               | —               | 3                   | 0                   | —                  | —                  | —                          | —                          | 13    | 0     |
| A. C. F. Fiorentina · Italia | Total club    | Total club    | 22    | 0     | —               | —               | 4                   | 0                   | —                  | —                  | 1                          | 0                          | 27    | 0     |
| S. C. Internacional · Brasil | 1.ª           | 2011          | 21    | 1     | 0               | 0               | 0                   | 0                   | —                  | —                  | 7                          | 3                          | 28    | 4     |
| S. C. Internacional · Brasil | 1.ª           | 2012          | 9     | 0     | 10              | 0               | 0                   | 0                   | —                  | —                  | 6                          | 0                          | 25    | 0     |
| S. C. Internacional · Brasil | 1.ª           | 2013          | 0     | 0     | 0               | 0               | 0                   | 0                   | —                  | —                  | —                          | —                          | 0     | 0     |
| S. C. Internacional · Brasil | Total club    | Total club    | 30    | 1     | 10              | 0               | 0                   | 0                   | —                  | —                  | 13                         | 3                          | 53    | 4     |
| Racing Club Argentina | 1.ª           | 2012-13       | 16    | 0     | —               | —               | 1                   | 0                   | —                  | —                  | —                          | —                          | 17    | 0     |
| Botafogo F. R. · Brasil | 1.ª           | 2014          | 26    | 2     | 10              | 2               | 4                   | 0                   | —                  | —                  | 6                          | 0                          | 46    | 4     |
| Botafogo F. R. · Brasil | 2.ª           | 2015          | 0     | 0     | 0               | 0               | 0                   | 0                   | —                  | —                  | —                          | —                          | 0     | 0     |
| Botafogo F. R. · Brasil | Total club    | Total club    | 26    | 2     | 10              | 2               | 4                   | 0                   | —                  | —                  | 6                          | 0                          | 46    | 4     |
| C. A. Belgrano Argentina | 1.ª           | 2015          | 7     | 0     | —               | —               | 0                   | 0                   | —                  | —                  | 1                          | 0                          | 8     | 0     |
| C. A. Belgrano Argentina | 1.ª           | 2016          | 13    | 4     | —               | —               | 3                   | 1                   | —                  | —                  | 4                          | 0                          | 16    | 5     |
| C. A. Belgrano Argentina | 1.ª           | 2016-17       | 11    | 1     | —               | —               | 0                   | 0                   | —                  | —                  | —                          | —                          | 11    | 1     |
| C. A. Belgrano Argentina | Total club    | Total club    | 127   | 7     | —               | —               | 3                   | 1                   | —                  | —                  | 5                          | 0                          | 131   | 8     |
| C. A. Boca Unidos Argentina | 2.ª           | 2017-18       | 18    | 1     | —               | —               | —                   | —                   | —                  | —                  | —                          | —                          | 18    | 1     |
| Total carrera | Total carrera | Total carrera | 290   | 16    | 20              | 2               | 15                  | 1                   | 2                  | 0                  | 27                         | 0                          | 350   | 22    |
| (1) Incluye datos del Campeonato Gaúcho (2012) y Campeonato Carioca (2014). (2) Incluye datos de la Copa de Portugal (2007-08), Copa Italia (2010-11), Copa Argentina (2012-16) y Copa de Brasil (2014). (3) Incluye datos de la Copa de la Liga de Portugal (2007-08). (4) Incluye datos de la Liga de Campeones (2007-10), Copa Libertadores (2011-14) y Copa Sudamericana (2015-16). |               |               |       |       |                 |                 |                     |                     |                    |                    |                            |                            |       |       |

### Selección nacional
| Selección                                                      | Temporada       | Amistosos | Amistosos | Sudamérica(1) | Sudamérica(1) | Mundial | Mundial | Total | Total |
| Selección                                                      | Temporada       | Part.     | Goles     | Part.         | Goles         | Part.   | Goles   | Part. | Goles |
| -------------------------------------------------------------- | --------------- | --------- | --------- | ------------- | ------------- | ------- | ------- | ----- | ----- |
| Absoluta Argentina                                             | 2009            | 2         | 0         | 1             | 1             | —       | —       | 3     | 1     |
| Absoluta Argentina                                             | 2010            | 3         | 0         | —             | —             | 2       | 0       | 5     | 0     |
| Absoluta Argentina                                             | 2011            | 4         | 0         | —             | —             | —       | —       | 4     | 0     |
| Absoluta Argentina                                             | Total           | 9         | 0         | 1             | 1             | 2       | 0       | 12    | 1     |
| Total selección                                                | Total selección | 9         | 0         | 1             | 1             | 2       | 0       | 12    | 1     |
| (1) Incluye datos de las Clasificatorias Sudamericanas (2009). |                 |           |           |               |               |         |         |       |       |

#### Goles internacionales
| # | Fecha                 | Lugar                                   | Rival   | Gol | Resultado | Competición                              |
| - | --------------------- | --------------------------------------- | ------- | --- | --------- | ---------------------------------------- |
| 1 | 14 de octubre de 2009 | Estadio Centenario, Montevideo, Uruguay | Uruguay | 1-0 | 1-0       | Eliminatorias Sudamericanas Mundial 2010 |

## Palmarés

### Campeonatos estatales
| Título            | Club                | Estado             | Año  |
| ----------------- | ------------------- | ------------------ | ---- |
| Campeonato Gaúcho | S. C. Internacional | Río Grande del Sur | 2011 |
| Taça Farroupilha  | S. C. Internacional | Río Grande del Sur | 2011 |
| Campeonato Gaúcho | S. C. Internacional | Río Grande del Sur | 2012 |
| Taça Farroupilha  | S. C. Internacional | Río Grande del Sur | 2012 |

### Campeonatos nacionales
| Título           | Club        | País     | Año  |
| ---------------- | ----------- | -------- | ---- |
| Primeira Liga    | F. C. Porto | Portugal | 2008 |
| Copa de Portugal | F. C. Porto | Portugal | 2009 |

### Campeonatos internacionales
| Título              | Club                | Sede         | Año  |
| ------------------- | ------------------- | ------------ | ---- |
| Recopa Sudamericana | S. C. Internacional | Porto Alegre | 2011 |

### Distinciones individuales
| Distinción                  | Año  |
| --------------------------- | ---- |
| Mejor futbolista de Córdoba | 2009 |